# Precious (película)
Precious, también conocida como Preciosa y cuyo título completo en inglés es Precious: Based on the Novel 'Push' by Sapphire, es una película dramática estadounidense del 2009 dirigida por Lee Daniels. Es una adaptación de Push, primera novela de Ramona Lofton escrita bajo el pseudónimo Sapphire, y narra la vida de Claireece "Precious" Jones, una adolescente obesa y analfabeta, víctima de diversos abusos. El reparto de la película es mayoritariamente femenino; está protagonizada por Gabourey Sidibe, Mo'nique y Paula Patton, y en papeles secundarios aparecen, entre otros, Mariah Carey y Lenny Kravitz.
El largometraje, que en un principio no contaba con ningún distribuidor, se estrenó en el Festival de Cine de Sundance con el título Push: Basada en la novela de Sapphire; posteriormente fue presentado en otros festivales como el Festival de Cannes, el Festival Internacional de Cine de Toronto o el Festival Internacional de Cine de San Sebastián. En Sundance ganó el Premio del Público y el Gran Premio del Jurado al mejor drama, asimismo Mo'nique recibió un Premio Especial del Jurado a la mejor actriz de reparto. Tras su proyección en Sundance, en febrero de 2009, Tyler Perry anunció que Oprah Winfrey y él ayudarían a promocionar la película, finalmente distribuida por Lions Gate Entertainment. El título del filme se cambió de Push a "Precious": Based on the Novel 'Push' by Sapphire, para evitar confusiones con la película de acción Push.
Lions Gate estrenó la película en Estados Unidos el 6 de noviembre de 2009 con un número de copias limitado, ampliado el 20 de noviembre. Recibió críticas muy favorables: se alabaron la interpretación, el guion y el mensaje, aunque algunos críticos temían que no cumpliera con lo que se estaba promocionando. Fue galardonada con más de 50 premios internacionales, y recibió otras tantas nominaciones.

## Sinopsis
La historia se ambienta en 1987. Clarieece Jones, más conocida como Precious, es una adolescente de 16 años analfabeta. Ella vive en la ciudad de Nueva York en Harlem, donde se sitúan mayormente los afroamericanos. Su madre, Mary, es una mujer desempleada que pasa la mayor parte del tiempo frente al televisor y somete a Precious a través de abusos físicos y verbales. El profundo odio de Mary hacia su hija se debe a que Precious ha sido violada por su propio padre, Carl, lo que dio como resultado dos embarazos. La familia reside en la sección número 8 de una vecindad de Harlem. La primera hija de Precious es "Mongo" (Mongolia), una niña que tiene síndrome de Down y es cuidada y atendida por la abuela de Precious, aunque cada vez que reciben visita de las trabajadoras sociales, Mary decide obligar a la familia a aparentar que Mongo vive con ella y Precious, y así pueda recibir dinero adicional del gobierno y aparentar que Mary tiene la responsabilidad de la casa y la familia.

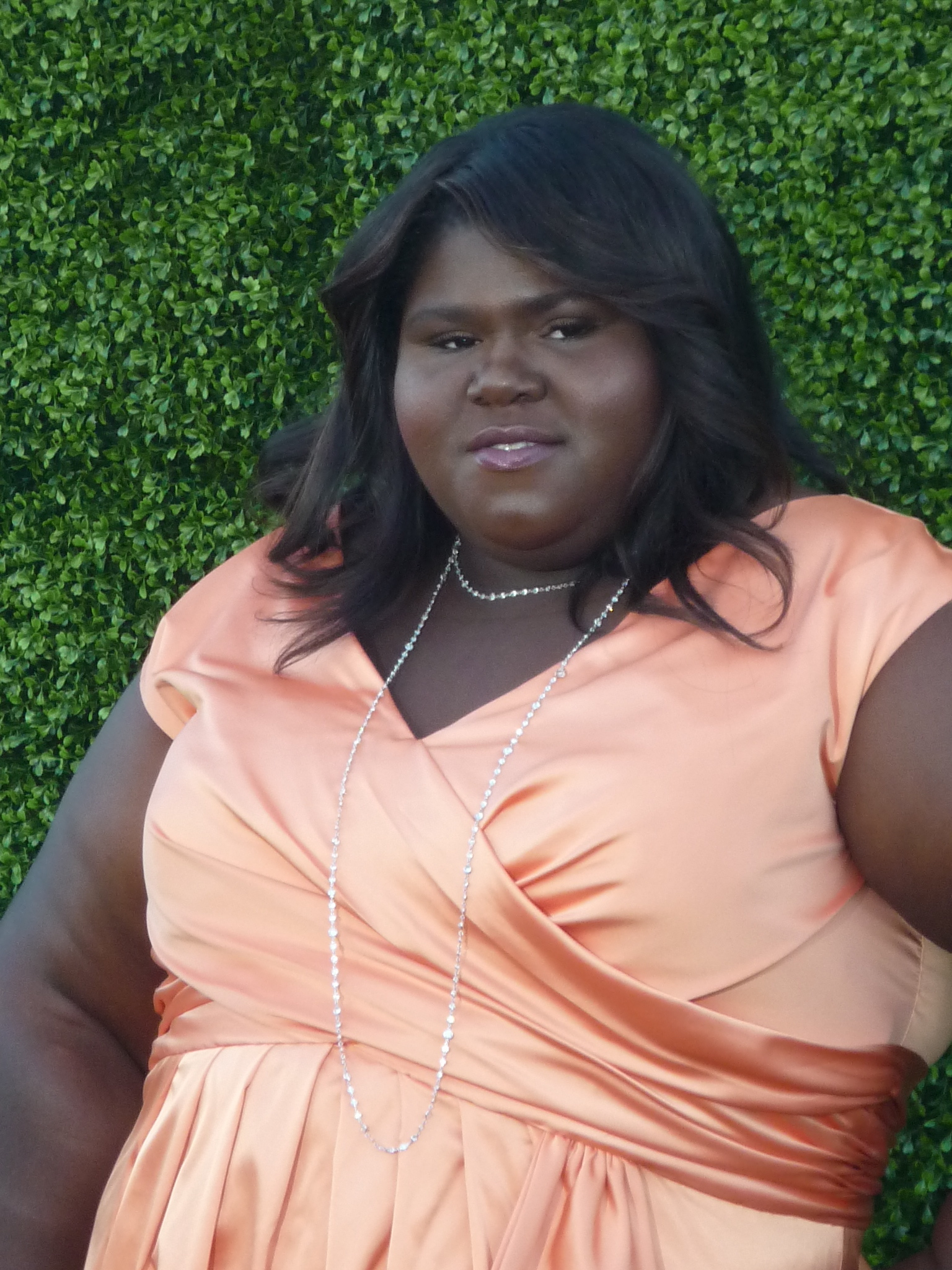
La actriz Gabourey Sidibe interpreta el personaje de Clarieece "Precious" Jones.

Precious queda embarazada por segunda vez de su padre, el cual las abandona y huye de la casa. La directora de la escuela comienza a hacer trámites para que ella pueda ingresar a una escuela alternativa, donde Precious tendrá una nueva y gran experiencia con la vida. Precious encuentra una manera de salir de su vida diariamente traumática. En su mente, se ha creado un mundo diferente donde ella es amada y apreciada por su familia. Ella también expresa sus sentimientos; le gustaría ser famosa y aparecer en televisión, ser diferente y tener un novio atractivo.
Cuando ella ingresa a la nueva escuela, es inspirada por su maestra, la señorita Blu Rain, quien decide ayudarla en el estudio y más tarde en su vida. Precious aprende a reconocer las letras, sabe leer y escribir de una forma más comprensible. Ella varias veces se ha reunido con la señora Weiss, una trabajadora social y le revela que su propio padre es el padre de su hija y del próximo que dará a luz en unos meses. Luego, Precious tiene su primer incidente en la escuela, ya que Consuelo, una de sus compañeras del salón, la agrede verbalmente cuando estaban practicando ortografía.
Precious da a luz a su segundo hijo y le pone el nombre Abdul. En el hospital ella conoce a John McFadden, un auxiliar de enfermería que muestra su bondad y respeto hacia ella. Cuando Precious regresa a su casa con su bebé en brazos, Mary los golpea y los insulta. Nuevamente Mary descarga su odio hacia Precious diciéndole que por su culpa, su padre ya nunca más será de ella. Precious se defiende y sale corriendo de la casa, y Mary trata de lanzarle el televisor a Precious desde el piso de arriba, rompiéndolo. Cuando Precious huye, su madre queda molesta por haber roto el televisor y decide desahogarse dañando y rompiendo las cosas de Precious en su habitación. Afuera en la calle, está nevando y Precious no encuentra dónde ir con su pequeño hijo, entonces ella se detiene en la ventana de una iglesia y mira hacia adentro al coro, que estaban cantando por las vísperas de Navidad. Entonces, ella se imagina que está en el coro junto a su novio imaginario cantando una versión más optimista de la canción.
Precious decide entrar a descansar en el salón de la escuela y la señorita Rain la ayuda a encontrar un refugio local. Mientras tanto, Precious se queda en casa de la señorita Rain y descubre que ella vive con su pareja, y que son lesbianas. A la mañana siguiente, Precious recibe un regalo de Navidad de la señorita Rain y se da cuenta de que pese a todo lo malo que su madre siempre le dijo sobre los homosexuales, en esa casa se vive en un ambiente muy distinto al suyo. La señorita Rain aconseja a Precious para que siga adelante.
La madre de Precious vuelve pronto para informarle sobre la muerte de su padre, quien estaba enfermo de SIDA. Precious se da cuenta de que ella también tiene esa enfermedad, ya que su padre había abusado sexualmente de ella. Pero por fortuna, su hijo Abdul está fuera de todo peligro. Precious se entristece nuevamente y ve el mundo de una perspectiva sin amor y que ella había sufrido demasiado. Durante la clase, Precious estalla en llanto y le dice a la señorita Rain que nadie la quiere. La señorita Rain le responde que su hijo la quiere, y que ella también.
Sintiéndose abatida, ella roba su expediente de la oficina de la señora Weiss. Como ella comparte los detalles de su archivo con sus compañeras de estudios, se desarrolla una nueva perspectiva de la vida. Más tarde, Precious se reúne con su madre en la oficina de la Sra. Weiss. Ambas deciden dejar las cosas en claro y tomar una decisión. La señora Weiss le recrimina a Mary sobre los abusos que existen en su casa hacia Precious. También hablan sobre las violaciones que sufrió Precious, motivo por el que ella tiene dos hijos.
Mary dice entre lágrimas que era culpa de Precious; que su padre la violó porque ella lo dejó. Además Mary demuestra sus celos hacia Precious, ya que ella tuvo dos hijos para su padre. Precious se da cuenta de que nunca podrá llevar una relación sana con su madre. Precious permanece distante, antes de irse, le dice a su madre que no sabía quién era realmente hasta hoy, incluso después de todas las cosas horribles que le hizo a ella y por permitir que ella sufra; que no vio la verdadera naturaleza de Mary porque ella no quería aceptar que su madre es un monstruo. Entonces Precious le dice que nunca volverá a verla ni a sus hijos. Mary le pide a la señora Weiss que traiga de nuevo a Precious, pero esta se niega.
Precious, se centra solamente en poder salir adelante junto a sus hijos y toma la custodia de Mongo y los planes para poder recibir un diploma de equivalencia de escuela secundaria. Ella camina por la ciudad con los dos niños a cuestas, lista para comenzar una nueva vida y dejar todo atrás.

## Reparto
- Gabourey Sidibe como Claireece "Precious" Jones. El director del casting de la película, Billy Hopkins, la encontró en una audición de guardia abierta celebrada en Lehman College de la ciudad de Nueva York. Sidibe fue elegida entre otras 300 mujeres que fueron audicionadas para poder llevar a cabo el personaje. Además, comenzó su trayectoria como actriz gracias a esta película.[5]
- Mo'Nique como Mary Lee Johnston, la madre de Precious, una mujer verbal y físicamente abusiva. Mo'Nique y Daniels previamente habían trabajado juntos en Shadowboxer (en la que su personaje fue nombrada Precious). Fue el mismo director quien contrató a Mo'Nique para su papel.[6]
- Paula Patton como la Señorita Blu Rain, maestra en la escuela alternativa de Precious. Patton dijo que su personaje enseña a Precious "aprender y leer y escribir desde los comienzos, y la empuja a creer en sí misma. Luego la somete a darse cuenta de que todo es posible".[7]
- Mariah Carey como la señora Weiss, trabajadora social de Precious quien la apoya en sus luchas. En septiembre de 2008, Carey describe a su personaje como "no es realmente una persona agradable, pero ella trata de llevar esto hacia una manera mejor". Carey y Daniels habían trabajado previamente juntos en Tennessee. Daniels dijo que le otorgó el papel a Carey porque estaba "muy impresionado" por su actuación en Tennessee. Principalmente, Helen Mirren estaba indicada para este personaje, pero el director aclaró que Carey iba a llevar este personaje correctamente hacia un proyecto más grande.[8]
- Lenny Kravitz como el enfermero John McFadden, un ayudante que muestra la bondad, respeto y cuidado a Precious. Esta película es el primer largometraje de cine donde actuó Kravitz.[5][9]
- Sherri Shepherd como Cornrows, trabaja como secretaria en la escuela alternativa.
- Barret Helms (acreditado como Barret Isaías Mindell) como Tom Cruise, novio imaginario de Precious.
- Nealla Gordon como la señora Sondra Lichtenstein, la directora de la escuela anterior de Precious.
- Stephanie Andujar como Rita Romero, una joven de 16 años de edad, ex adicta a la heroína y anteriormente era prostituta. Ella asiste a la misma escuela alternativa en Harlem como Precious y luego le ofrece su amistad. Durante la audición de Andújar, Daniels quedó tan impresionado que interrumpió su diálogo y le dijo: "te quiero en mi película."[10]
- Chyna Layne como Rhonda Patrice Johnson, amiga y compañera de Precious en la escuela alternativa.
- Amina Robinson como Jermaine Hicks
- Xosha Roquemore como Jo Ann
- Aunt Dot como Tootsie, la madre de Mary y abuela de Precious. Tía Dot es la tía en la vida real del director Lee Daniels.
- Angelic Zambrana como Consuelo, una joven de 16 años que tiene un incidente con Precious. Pero más tarde, ambas llegan a ser buenas amigas.
- Quishay Powell como Mongo, hija de Precious, que padece de Síndrome de Down.
- Grace Hightower como Trabajadora Social
- Kimberly Russell como Katherine
- Bill Sage como el Sr. Wicher, profesor de la escuela anterior de Precious. En el inicio de la película, Precious aclara que ambos se sentían atraídos por ellos mismos.

## Producción
Daniels había dicho que se sintió atraído por la novela inicial por lo "cruda y honesta" que se sentía. En una entrevista con AMC, señaló que leer el libro le trajo un recuerdo de su infancia de una joven abusada que llamó a la puerta de su familia, alegando que su madre la iba a matar. Daniels recuerda que el incidente fue la primera vez que vio a su madre asustada, notando específicamente la impotencia de la situación y afirmando que "ella sabía que tendría que enviar a esta niña a casa, y eso era lo que la perturbaba, que no podía salvarla". Al crear la película, Daniels esperaba que la experiencia fuera catártica y que "tal vez pudiera sanar y tal vez también pudiera sanar a otras personas". Otro objetivo declarado que tenía Daniels era desafiar la percepción del público en general sobre el incesto.
La película fue coproducida por la compañía de Daniels, Lee Daniels Entertainment, y Smokewood Entertainment Group, propiedad de Sarah Siegel-Magness y Gary Magness. Las dos productoras ya habían colaborado previamente con Daniels . Precious tuvo, en total, trece productores: Daniels, Oprah Winfrey , Tom Heller, Tyler Perry , Lisa Cortes, Gary Magness, Valerie Hoffman , Asger Hussain, Mark G. Mathis, Andrew Sforzini, Bergen Swason, Simone Sheffield y Sarah Siegel-Magness.
La fotografía principal comenzó el 24 de octubre de 2007 y concluyó el 24 de noviembre de 2007. Se llevó a cabo en locaciones de varias partes de la ciudad de Nueva York. A pesar del tema oscuro, Sidibe ha declarado que el ambiente era alegre, que "todos los días era una fiesta" y que el elenco cantaba y contaba chistes con frecuencia para "aligerar el ambiente". El presupuesto de producción fue de $10 millones.

## Lanzamiento

### Estreno
Precious se entrenó por primera vez en Estados Unidos el 16 de enero de 2009 en el Festival de Sundance. En España se estrenó el 19 de septiembre de 2009 en el Festival de San Sebastián. Posteriormente, llegó por primera vez a América Latina en Argentina el 11 de febrero de 2010.
| Fechas de estreno (Fuente: IMDb). |                                                            |              |                                                             |
| País                              | Fecha de estreno                                           | País         | Fecha de estreno                                            |
| Estados Unidos                    | 16 de enero de 2009 En el Festival de Sundance             | Francia      | 15 de mayo de 2009 En el Festival de Cine de Cannes         |
| Canadá                            | 13 de septiembre de 2009 En el Festival de Cine de Toronto | Países Bajos | 14 de septiembre de 2009                                    |
| España                            | 19 de septiembre de 2009 En el Festival de San Sebastián   | Bélgica      | 14 de octubre de 2009 En el Festival de Gent                |
| Reino Unido                       | 23 de octubre de 2009 En el Festival de Cine de Londres    | Suecia       | 18 de noviembre de 2009 En el Festival de Cine de Estocolmo |
| Irlanda                           | 29 de enero de 2010                                        | Noruega      | 29 de enero de 2010                                         |
| Australia                         | 4 de febrero de 2010                                       | Dinamarca    | 4 de febrero de 2010                                        |
| Argentina                         | 11 de febrero de 2010                                      | Portugal     | 11 de febrero de 2010                                       |
| Brasil                            | 12 de febrero de 2010                                      | Uruguay      | 12 de febrero de 2010                                       |
| Grecia                            | 18 de febrero de 2010                                      | Israel       | 18 de febrero de 2010                                       |
| Colombia                          | 19 de febrero de 2010                                      | Chile        | 25 de febrero de 2010                                       |
| Hong Kong                         | 25 de febrero de 2010                                      | Perú         | 25 de febrero de 2010                                       |
| México                            | 5 de marzo de 2010                                         | Turquía      | 12 de marzo de 2010                                         |
| Japón                             | 24 de abril de 2010                                        | Rusia        | 6 de mayo de 2010 (limitado)                                |
| Bolivia                           | 10 de junio de 2010                                        | Italia       | 26 de noviembre de 2010                                     |

### Mercadotecnia

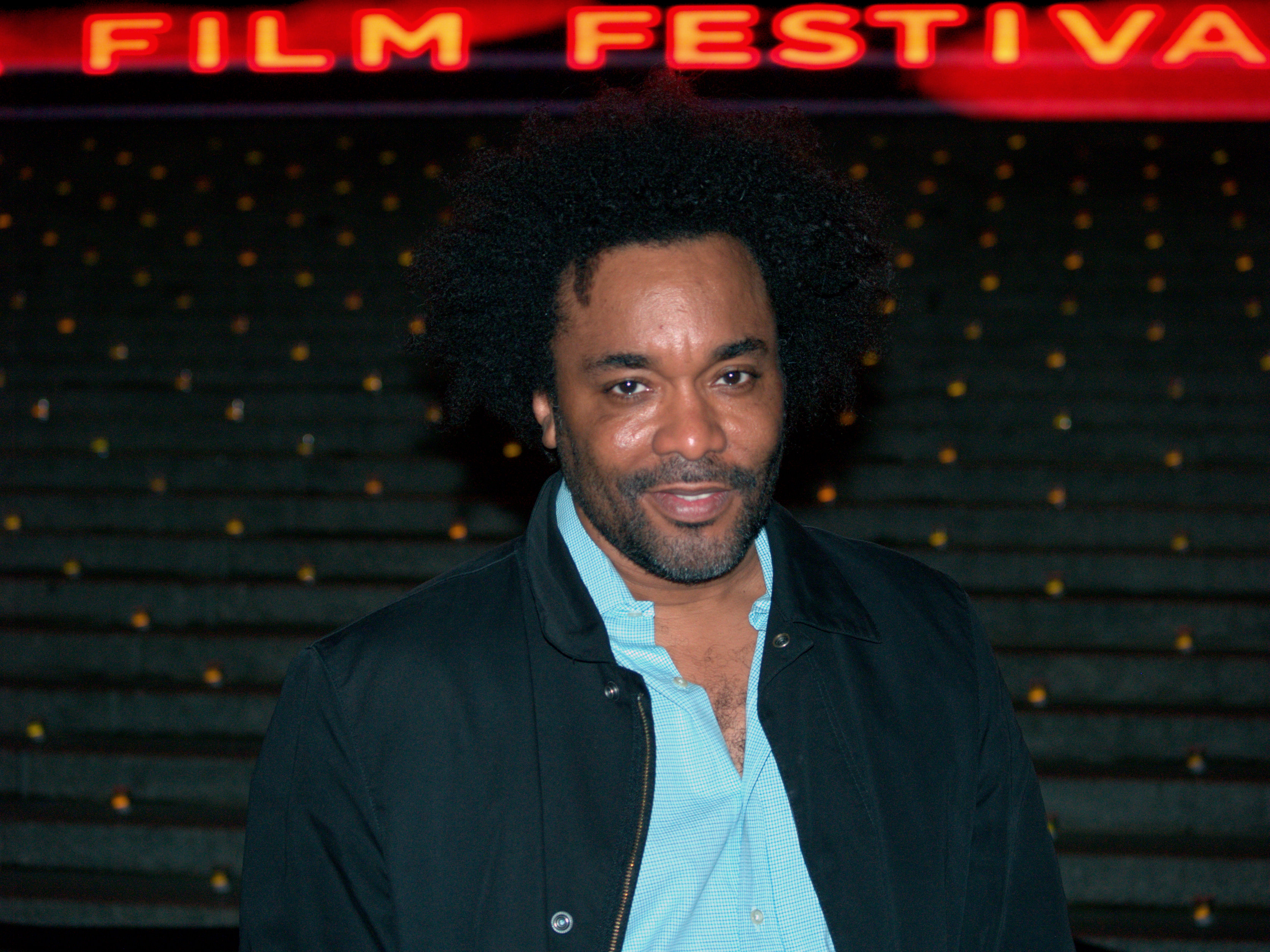
El director de la película, Lee Daniels, declaró que inicialmente estaba "avergonzado" de proyectar Precious en el Festival de Cine de Cannes porque sentía que mostraría a los afroamericanos de manera negativa, debido a su contenido.

Precious se proyectó durante el Festival de Cine de Sundance de 2009 desde el 15 de enero de 2009 hasta el 25 de enero en Park City, Utah. En Sundance, Precious se incluyó bajo su título original de "Push: Basado en la novela de Sapphire"; sin embargo, el título se modificó más tarde para evitar confusiones con otra película. Precious apareció en Un Certain Regard, una sección de premios que reconoce películas únicas e innovadoras, en el Festival de Cine de Cannes en mayo de 2009. En Cannes, la película recibió una ovación de pie de quince minutos por parte del público después de su proyección. Daniels comentó que, al principio, estaba "avergonzado" de mostrar Precious en Cannes porque no quería "explotar a los negros" y no estaba seguro de si "quería que los franceses blancos vieran nuestro mundo". Después del éxito en las proyecciones de Precious en Sundance, los reporteros tomaron nota de que la película podría reflejar el éxito de otras películas que se habían proyectado y elogiado en el festival. S. James Snyder, de Time , comparó el éxito de Precious en Sundance con el de Slumdog Millionaire ; Posteriormente, ambas películas fueron nominadas a múltiples Premios Oscar , y Slumdog ganó el premio a la Mejor Película.

### Taquilla
Precious recibió un estreno teatral limitado el 6 de noviembre de 2009 y originalmente estaba programado para aparecer en las pantallas solo en América del Norte. Durante su primer fin de semana, la película ganó $ 1,872,458, lo que la colocó en el duodécimo lugar en la lista de taquilla de ese fin de semana, a pesar de estar en solo 18 salas. La película experimentó un aumento de taquilla en su segunda semana de estreno, ganando $5,874,628 en 174 salas, lo que la catapultó al tercer lugar en la taquilla de ese fin de semana, con un promedio por sala de $33,762. El 20 de noviembre de 2009, la película recibió un lanzamiento más amplio, mostrándose en 629 cines (triplicando así el número de cines que proyectan la película). En su tercera semana, Precious, como habían estimado previamente los estudios, ocupó el sexto lugar en la taquilla, con ingresos estimados en $ 11,008,000, un aumento del 87.4% con respecto a la semana anterior
Después de montar esa ola de éxito de tres semanas, Precious comenzó a ver una disminución en las ganancias de taquilla. Brandon Gray de Box Office Mojo describió a Precious como una "expansión robusta" en su segunda semana de estreno, y confirmó que la película tiene el récord de tener el segundo fin de semana más taquillero para una película proyectada en menos de 200 sitios, detrás sólo de Actividad Paranormal. Precious recaudó un total de $40,320,285 en más de seis semanas de lanzamiento. La película se estrenó en el noveno lugar en el Reino Unido, con ingresos por un total de £ 259,000 en su primer fin de semana de un estreno limitado de 47 cines, generando un promedio de pantalla de £ 5,552.

### Medios domésticos
La película fue lanzada en formato DVD y Blu-ray Disc el 9 de marzo de 2010, alcanzando el número uno en la lista de ventas de DVD en los Estados Unidos con 1,5 millones de DVD vendidos en su primera semana de lanzamiento. También alcanzó la primera posición en las listas de alquiler de iTunes y Amazon.com.

## Banda sonora
- Precious (banda sonora)

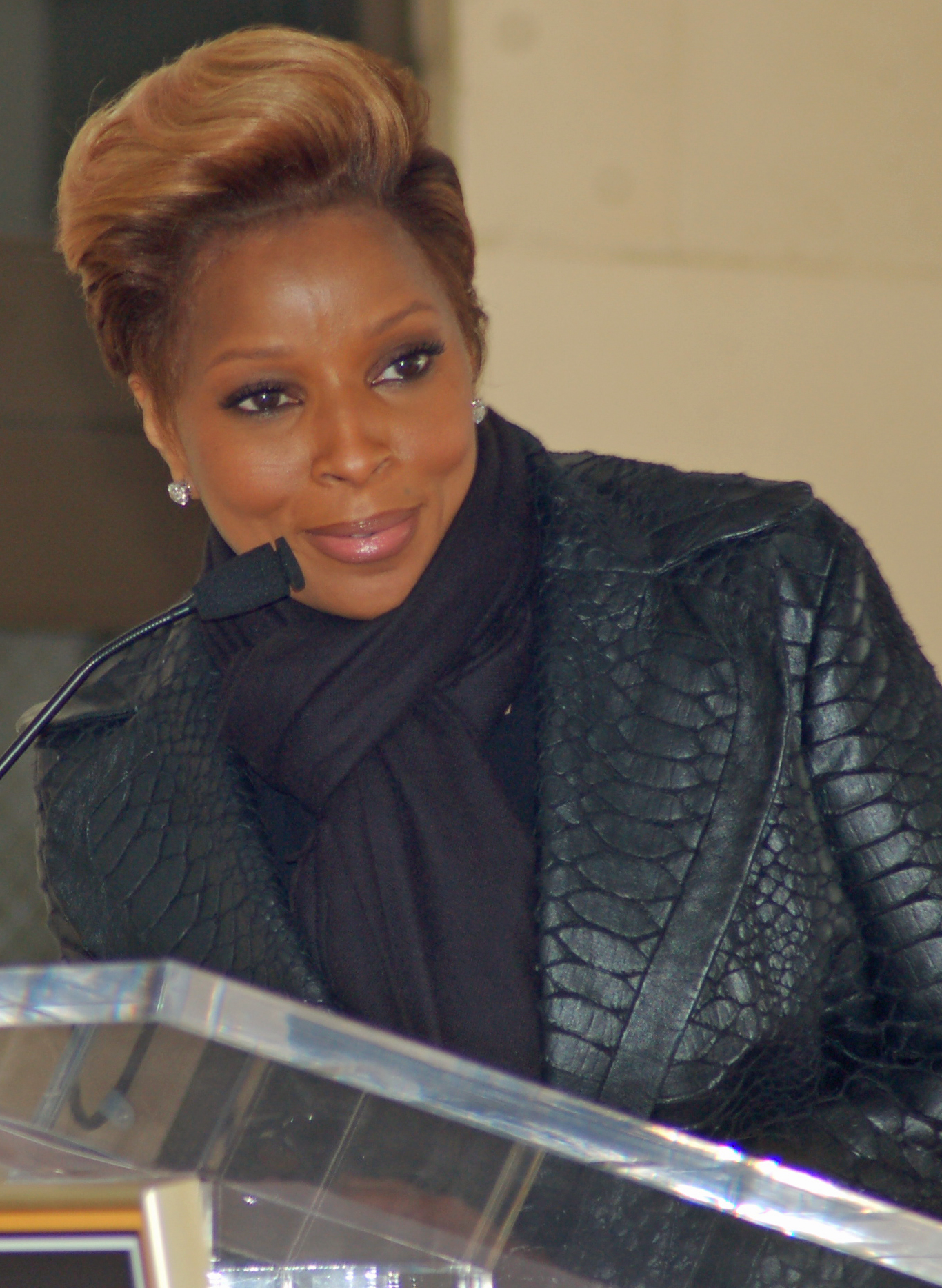
La actriz y cantante Mary J. Blige se encargó de grabar e interpretar la canción "I Can See In Color" la cual recibió críticas positivas.

Lionsgate en asociación con Matriarch/ Geffen Records , lanzó la banda sonora en línea como descarga digital el 3 de noviembre de 2009,  y en las tiendas el 23 de noviembre. Daniels confirmó que "I Can See" de Mary J. Blige in Color" se lanzará como sencillo de la banda sonora. La canción fue escrita por Blige, Raphael Saadiq y LaNeah Menzies y es producida por Raphael Saadiq . La banda sonora consta de varios artistas ( Labelle  , Donna Allen  , Jean Carn  , Sunny Gale  y MFSB ); con algunos artistas que grabaron canciones que eran versiones y otras canciones que se grabaron específicamente para el álbum. El álbum recibió elogios positivos; principalmente la canción "I Can See In Color", que se lanzó como sencillo, que fue grabada y coescrita por Blige. El avance presenta la canción "Destiny" tomada del álbum de Blige de 2001 "No More Drama" . Una canción titulada "My Good Lovin' ( Back Like That Remix)", con Da Brat y Lil' Mo , apareció en la película pero no se incluyó en la banda sonora.
El compositor Robin Thicke  , entonces casado con la coprotagonista de la película, Paula Patton , escribió y produjo "Push", el tema musical principal original de la película. Anuncios posteriores confirmaron que la canción sería reemplazada por "I Can See In Color" de Mary J. Blige . La canción de Leona Lewis , " Happy " (de su álbum Echo ) aparece en el tráiler de la película. Daniels declaró que los artistas que aparecen en la banda sonora de la película fueron seleccionados porque "resuenan no solo en el mundo de Precious, sino que hablan a tu alma sin importar quién eres". Otras dos canciones, y Mahalia Jackson , también fueron elegidos para la banda sonora de la película.
People Magazine Daily señaló que la película "tenía principalmente una banda sonora supervisada por música, pero no mucha partitura, por lo que había canciones populares en la película". Peter Travers , de Rolling Stone , describió "I Can See In Color" como "una canción deslumbrante... que expresa el objetivo de Precious de ver el mundo en color".

### Lista de canciones
| Precious |                                    |                 |          |  |
| N.º      | Título                             | Artista         | Duración |  |
| 1.       | «I Can See in Color»               | Mary J. Blige   | 5:33     |  |
| 2.       | «He Is the Joy»                    | Donna Allen     | 7:45     |  |
| 3.       | «Was That All It Was»              | Jean Carn       | 3:43     |  |
| 4.       | «Did You Ever See a Dream Walking» | Sunny Gale      | 2:27     |  |
| 5.       | «Come Into My House»               | Queen Latifah   | 4:12     |  |
| 6.       | «Just a Closer Walk with Thee»     | Mahalia Jackson | 1:51     |  |
| 7.       | «Love Is the Message»              | MFSB            | 4:06     |  |
| 8.       | «Now That I Know Who I Am»         | Nona Hendryx    | 4:17     |  |
| 9.       | «System»                           | Labelle         | 5:33     |  |
| 10.      | «Somethin's Comin' My Way»         | Grace Hightower | 4:33     |  |
| 11.      | «It Took a Long Time»              | Labelle         | 4:03     |  |
| 12.      | «Letters»                          | Mario Grigorov  | 3:54     |  |

### Recepción
Rolling Stone elogió el álbum y describió la canción "I Can See In Color" como "... una canción deslumbrante... que expresa el objetivo de Precious de ver el mundo en color" . Allmusic describió el álbum como "ofertas sólidas tanto de contemporáneo como de clásico", acreditando las contribuciones de Latifah, Hightower, Jackson y LaBelle, y afirmó que el álbum resultó "en una colección sólida y poderosa que (en palabras el director de la película, Lee Daniels) "no solo resuenan en el mundo de Precious, sino que hablan a tu alma sin importar quién seas".

## Recepción

### Crítica
Precious recibió críticas favorables de los críticos de cine, particularmente por las actuaciones de Sidibe y Mo'Nique. El agregador de reseñas Rotten Tomatoes informa que el 92% de 238 críticos le dieron a la película una reseña positiva, con una calificación promedio de 7.80/10. El consenso del sitio es que " Precious es una película sombría pero finalmente triunfante sobre el abuso y la vida en el centro de la ciudad, en gran parte reforzada por actuaciones excepcionales de su elenco". Metacritic , que asigna una calificación normalizada de 100 a las reseñas de los críticos de cine, le dio a la película una calificación de 79 basada en 36 reseñas, lo que indica "Críticas generalmente favorables".
John Anderson de Variety dijo que "simplemente llamarlo desgarrador o implacable no es suficiente", ya que sintió que la película es "valiente e intransigente, un cóctel agitado de degradación y euforia, desesperación y esperanza". Anderson citó la actuación de Carey como "perfecta" y el papel de Patton como la Sra. Blu Rain como "desarmante". 
Owen Gleiberman de Entertainment Weekly elogió la actuación de Carey, describiéndola como "una auténtica compasión sin glamour" y elogió la película por capturar "cómo una niña perdida se levanta de entre los muertos". Gleiberman describió la película como una película "que te hace pensar: 'Allí, pero por la gracia de Dios, voy'"[...]. Es una experiencia potente y conmovedora, porque al final sientes que has presenciado nada menos que el nacimiento de un alma", y sientes que la "escena final de revelación" entre los personajes de Sidibe y Mo'Nique fue lo suficientemente fuerte como para poder dejar a los espectadores "llorosos, conmocionados [y] aturdidos por la lástima y el terror". Él identificó cómo Daniels usa una de las ricas escenas creadas por Fletcher para colocar a Mo'Nique en una confrontación dolorosa con Sidibe que resulta en una actuación magistral que invita a la reflexión y entrega el "empujón" final que necesita Sidibe.
Roger Ebert del Chicago Sun-Times elogió las actuaciones de Mo'Nique y Sidibe. Ebert describió la actuación de Mo'Nique como "terriblemente convincente" y sintió que "la película es un tributo a la capacidad de Sidibe para atraer nuestra empatía" porque ella "crea completamente el personaje de Precious". Señaló que Carey y Patton "son iguales a Sidibe en el impacto de la pantalla". Ebert elogió a Daniels porque, en lugar de elegir a los actores por sus nombres , "pudo ver debajo de la superficie y confiar en que tenían los recursos emocionales para interpretar a estas mujeres, y tenía razón". Betsey Sharkey, del Los Ángeles Times describió la película como un "diamante en bruto ... [Una] rara combinación de entretenimiento puro y comentarios sociales oscuros, es una historia sorprendentemente cruda, sorprendentemente irreverente y absolutamente inolvidable". Claudia Puig de USA Today dijo que si bien hay "momentos melodramáticos" en la película, el elenco ofrece "actuaciones notables" para mostrar al público el "mensaje inspirador" de la película. Peter Travers, de Rolling Stone , llamó a Mo'Nique "dinamita", una actuación que "desgarra tu corazón".

### Galardones
Precious recibió docenas de nominaciones en categorías de premios, incluidas seis nominaciones en los Premios Oscar, no solo por la película en sí, sino también por las actuaciones del elenco, la dirección y la cinematografía, y la adaptación de la novela al guion. El director Lee Daniels ganó el premio People's Choice Award, un premio otorgado por miembros de la audiencia en el Festival Internacional de Cine de Toronto de 2009 . Daniels ganó los dos premios por los que fue nominado en el Festival Internacional de Cine de San Sebastián: el Premio TVE Otra Mirada y el Premio del Público. También fue nominado en la categoría de Caballo de Bronce en el Festival de Cine de Estocolmo y ganó el Premio a la Mejor Película en el Festival Internacional de Cine de Hawái.
Precious recibió cinco premios en los Independent Spirit Awards (ISA) de 2009 en las categorías de Mejor Película, Mejor Primer Guion, Mejor Dirección, Mejor Actriz y Mejor Actriz de Reparto.
Precious recibió nominaciones en los Globos de Oro por la película y por las actuaciones de Mo'Nique y Sidibe; Mo'Nique ganó como Mejor Actriz de Reparto.
La película fue nominada en las tres categorías principales en los Premios del Sindicato de Actores de 2009 : Mejor Reparto, Mejor Actriz y Mejor Actriz de Reparto (en los que ganó Mo'Nique).
Precious fue considerada para los Premios BAFTA en varias categorías, incluyendo Mejor Película, Mejor Director, Mejor Guion Adaptado, Mejor Edición, Mejor Actriz Protagónica (Sidibe) y Mejor Actriz de Reparto (Mo'Nique).

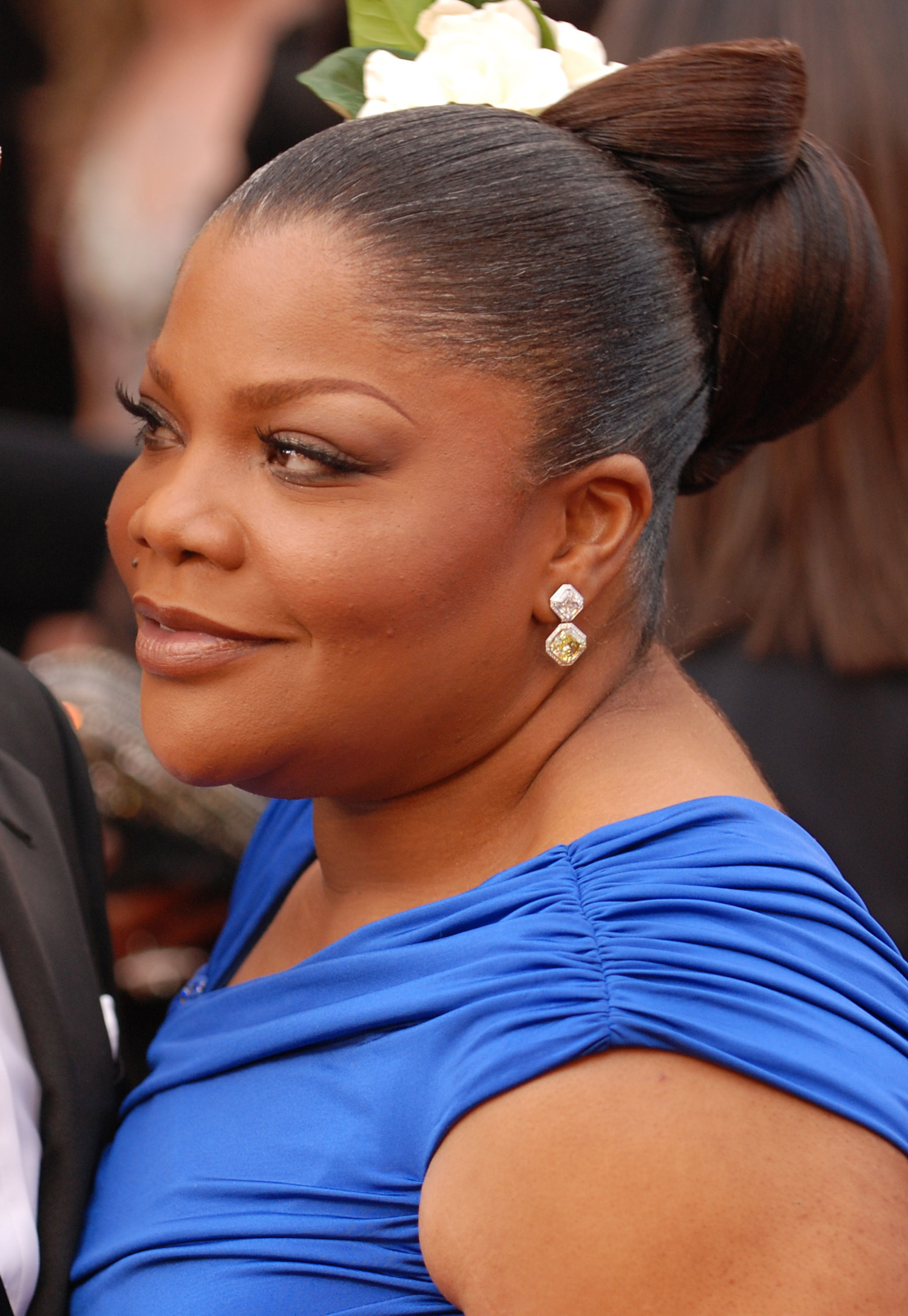
Mo'Nique durante la ceremonia de los Premios Oscar en 2010.

### Premios Óscar
| Año  | Categoría               | Persona           | Resultado |
| ---- | ----------------------- | ----------------- | --------- |
| 2010 | Mejor Película          |                   | Nominada  |
| 2010 | Mejor Dirección         | Lee Daniels       | Nominado  |
| 2010 | Mejor Actriz            | Gabourey Sidibe   | Nominada  |
| 2010 | Mejor Actriz de Reparto | Mo'nique          | Ganadora  |
| 2010 | Mejor Guion Adaptado    | Geoffrey Fletcher | Ganador   |
| 2010 | Mejor Montaje           | Joe Klotz         | Nominado  |

### Premios BAFTA
| Año  | Categoría               | Persona           | Resultado |
| ---- | ----------------------- | ----------------- | --------- |
| 2009 | Mejor película          |                   | Candidata |
| 2009 | Mejor Actriz            | Gabourey Sidibe   | Candidata |
| 2009 | Mejor Actriz de Reparto | Mo'nique          | Ganadora  |
| 2009 | Mejor Guion Adaptado    | Geoffrey Fletcher | Candidato |

### Premios Globo de Oro
| Año  | Categoría               | Película               | Resultado |
| ---- | ----------------------- | ---------------------- | --------- |
| 2009 | Mejor Película - Drama  | Mejor Película - Drama | Candidato |
| 2009 | Mejor Actriz - Drama    | Gabourey Sidibe        | Candidata |
| 2009 | Mejor Actriz de Reparto | Mo'nique               | Ganadora  |

### Premios del Sindicato de Actores
| Año  | Categoría               | Película        | Resultado |
| ---- | ----------------------- | --------------- | --------- |
| 2009 | Mejor Reparto           | Precious        | Candidata |
| 2009 | Mejor Actriz            | Gabourey Sidibe | Candidata |
| 2009 | Mejor Actriz de Reparto | Mo'nique        | Ganadora  |

### Premios Independent Spirit
| Año  | Categoría                  | Persona           | Resultado |
| ---- | -------------------------- | ----------------- | --------- |
| 2009 | Mejor Película             |                   | Ganador   |
| 2009 | Mejor Dirección            | Lee Daniels       | Ganador   |
| 2009 | Mejor Actriz               | Gabourey Sidibe   | Ganadora  |
| 2009 | Mejor Actriz de Reparto    | Mo'nique          | Ganadora  |
| 2009 | Mejor Guion de ópera prima | Geoffrey Fletcher | Ganador   |